# Mason Versaw
Mason Alexander Versaw (Nova York, 20 de novembro de 2000) é um ator norte-americano.

## Filmografia

### Televisão
| Ano  | Título      | Personagem    | Notas                      |
| ---- | ----------- | ------------- | -------------------------- |
| 2021 | Blue Bloods | Donald Turner | Episódio: "The New Normal" |
| 2021 | Gossip Girl | Simon Rivera  | Episódio: "Hope Sinks"     |
| 2022 | Boo, Bitch  | Jake C.       |                            |

### Cinema
| Ano  | Título              | Personagem             |
| ---- | ------------------- | ---------------------- |
| 2021 | Tick, Tick... Boom! | Jonathan (aos 16 anos) |
| 2022 | Sex Appeal          | Casper                 |